# Nematolebias
Nematolebias là một chi cá trong họ Aplocheilidae gồm các loài cá bản địa của Nam Mỹ.

## Các loài
Hiện hành có 03 loài được ghi nhận trong chi cá này:
- Nematolebias catimbau W. J. E. M. Costa, Amorim & Aranha, 2014 [1]
- Nematolebias papilliferus W. J. E. M. Costa, 2002
- Nematolebias whitei G. S. Myers, 1942 (Rio pearlfish)